# تاريخ ريادة الأعمال
تاريخ ريادة الأعمال مر الفكر الاقتصادي العالمي عبر العقود بحقب زمنية قامت على فرضيات العلماء الاقتصاديين وأطروحاتهم، ومن تلك الحقب التي مرت على العالم في السنوات الأخيرة من القرن التاسع عشر (1880م)، أن تحول تركيز علم الاقتصاد من مفهوم الاقتصاد الكلي (Macroeconomic) إلى مزيد من التركيز على مفهوم الاقتصاد الجزئي (Microeconomic)، وسيطرت حينذاك نظرية التوازن (Equilibrium Theory)، حيث كان يصنف الأفراد بأنهم إما منتجون، أو مستهلكون. وسيطر البحث عن حالة التوازن على الأطروحات الاقتصادية المتتابعة، وأغفلت تلك الحقبة دور رائد الأعمال في التحليل الاقتصادي، بالرغم من ظهور دراسات العالم الكبير شومبيتر (Schumpeter «1883- 1950م»)، الذي تبنى مدخل أن النظام الاقتصادي عندما يكون في حالة توازن بين العرض والطلب، فإن رائد الأعمال هو الذي يكسر حالة التوازن المسيطرة على النظام الاقتصادي، وذلك من خلال ما يقدمه من ابتكارات جديدة، وأساليب إنتاج حديثة، وأسواق ناشئة. وقد عبر عنها (Schumpeter)  شومبيتر بالمصطلح الشهير «التدمير الخلاق» (Creative destruction)، حيث يتمكن رواد الأعمال من كسر القيود، والحوافز، والجمود، والركود السائد في الأنظمة الاقتصادية، بما يطرحونه من ابتكارات وأساليب نظم جديدة، فيتبعهم الآخرون، فتحدث النقلة الاقتصادية الإيجابية.
إلا أن خروج الدول العظمى من الحروب العالمية وما تلاها من ثورة إنتاجية كبرى، أوجدت أطروحات جديدة تقوم على أنماط الإنتاج والاستهلاك الكبيرين، والسياسات الاقتصادية الحكومية. وانتشرت مفاهيم إقامة الشركات المساهمة الكبيرة، والمبادئ الاشتراكية، وسيطرت الدولة على وسائل الإنتاج، وتعددت الفرضيات التي تربط بين القوة الاقتصادية واقتصاديات الحجم الكبير (Economies of Scale)، وذلك من خلال تجميع وحدات الأعمال الصغيرة والمتوسطة في كيانات كبيرة. ونادى الاقتصاديون بضرورة تدخل الدولة في الاقتصاد الوطني بشكل مباشر، وذلك بإنشاء الشركات، والتدخل بالأجور، وخطط استثمار الشركات، والعلاقات العمالية. كما أكدوا بأن تقوم الدول بتشجيع الشركات على عمليات الاستحواذ، وإعطاء حوافز مالية، بمشاركتها بالتمويل ورأس المال. واعتبر الاقتصاديون هذه الإجراءات قادرة على دعم نمو الاقتصاد القومي بمعدل أعلى مما كان يتحقق بالماضي، ولم يلتفت حينها إلى دور رواد الأعمال والمنشآت الصغيرة، بل تم اعتبارها من مخلفات الماضي العتيقة والمتواضعة. فالشركات الكبيرة  يمكن أن تتبنى وتطبق مبادئ الإدارة العلمية، وهي بيئة الإدارة المهنية الرشيدة، وهي أفضل الخيارات لتشجيع الأبحاث العلمية والابتكار.
ثم مر العالم الغربي بهزات اقتصادية، وركود، وبطالة، ومواجهة مستمرة مع النقابات العمالية. وبدأت تتزعزع نظريات التعاون التكاملي بين النظام الثالوثي: (الحكومة، الشركات الكبيرة، العمالة المنظَّمة)، وتبين أن الشركات الكبيرة وفق هذه النظرية لم تتصف بالابتكار والإبداع المطلوب، كما لم تساعد على خلق وظائف جديدة، ولم تحقق الأهداف الاقتصادية المرجوة للحكومات، وأدى العمل في الكيانات الكبيرة إلى العزلة، والملل، وارتفاع حالات الأحزاب، ومعدلات الغياب عن العمل، ومعدلات دوران العالمين، وشيوع الإنتاج بالجودة المتدنية.
وظهرت حينذاك أطروحات جديدة للإنقاذ، مثل: الثقافة المؤسسية، والعودة إلى فرضيات الاقتصاد الليبرالي المتحرر من التدخل الحكومي في الشؤون الاقتصادية، كما برزت أطروحات علمية تفرق بين التوسع في الإنتاج الكبير والنمو.  وقررت تلك الأطروحات أن أهداف الدول يجب أن تتحول من الزيادة في الإنتاج إلى مفاهيم «النمو» "Growth" والديمومة «استدامة». وظهرت أفكار توسعت كثير من الدول في تطبيقها مثل فرضية روبرت سولو، الذي حاز على جائزة نوبل في الاقتصاد عام 1986م، حيث أوضح أن أمريكا، والدول الصناعية، في حاجة إلى التخلي عن النمو «بالقوة الغاشمة»، وتبني «النمو الذكي»، ذلك النمو القائم على الإبداع، والابتكار، والتطوير.
واتضح لصناع القرار في الدول العظمى أن هناك دوراً مهماً في النظام الاقتصادي للمشروعات الصغيرة لا بد أن تؤديه، وأنها يمكن أن تكون تلك الكيانات الصغيرة القوة الدافعة لانبعاث نهضة اقتصادية جديدة، خاصة أن النتائج الناجحة، والآثار الإيجابية لدور المشروعات الصغيرة في نمو اقتصاديات ألمانيا واليابان، ظاهرة للعيان. فتبنت بريطانيا بوضوح إبان حكومة مارجريت تاتشر في الثمانيات الميلادية مفاهيم التخلي عن التدخل الحكومي، والخصخصة، وإعادة الهياكل الاقتصادية. كما تبنت أمريكا نشر مفهوم ريادة الأعمال، واحتضان ودعم المشروعات الصغيرة بقوة، وازدهرت فيها مصطلحات الاستعانة بالغير (Outsourcing)، وتقليص حجم العمالة (Downsizing)، وإعادة هندسة العمليات (Re-Engineering)، ومنح الامتياز (Franchising)، والشركات التابعة (Subsidiaries).
وبرزت أسواق جديدة قادرة على التجديد والإصلاحات العاجلة، وتبسيط عمليات الشركات الكبيرة، وإسناد الأعمال الأخرى إلى الغير. من تلك الأسواق والتجارب الناجحة تجارب أستراليا، وفنلندا، وسلوفاكيا، والنمور الآسيوية التي أوجدت بيئة خصبة لرواد الأعمال، وأخذت أفكار العلماء المؤيدين لريادة الأعمال أمثال بيرس (1980 Pearce)، تجد قبولاً واسعاً، حيث يفترض أن رواد الأعمال هم العنصر الأول بين العناصر الداخلة في عملية خلق الثروات على كافة المستويات الفردية، والمؤسسية، والإقليمية، والوطنية. فحينما ينجح رواد الأعمال، فإن النتائج الاقتصادية سواءً كانت ثروة شخصية، أو نمواً للمؤسسة، أو خلق وظائف جديدة، ستحقق المنفعة الاقتصادية لكافة المجتمع. فبرنامج صغير يقوم بابتكاره شابان رائدان، بإمكانات متواضعة، قد قاد إلى قيام شركة من أكبر شركات العالم في مجال البرمجيات هي شركة مايكروسوفت. وأمثال تلك المبادرات لرواد الأعمال أصبحت مجالاً لازدهار دور الرياديين في اقتصاديات العالم. زاد من تسارع هذا الدور وانتشاره التطور التكنولوجي، وثورة تقنية المعلومات، وظهور الشبكة العنكبوتية «الإنترنت». كما برزت كتابات ماكليلاند (1917-1998) (McClelland)  من خلال كتابه الشهير «المجتمع المنجز» (The Achieving Society)، حيث أوضح العلاقة بين حاجة الدولة للإنجاز وتطورها الاقتصادي. وأكد أن مستوى الإنجاز الدول لا يتحول إلى نمو اقتصادي إلا بتدخل رواد الأعمال. وكلما كان إنجاز دولة ما مرتفعاً، فإن هناك أفراداً في تلك الدولة يتصرفون كرواد أعمال.
ومنذ بداية التسعينات الميلادية أصبح العصر هو عصر رواد الأعمال، حيث اهتمت المؤسسات التعليمية، والمنظمات الحكومية، وشركات الأعمال، والمجتمع ككل بريادة الأعمال. وانتشرت الأبحاث والدراسات المستفيضة في مجال ريادة الأعمال، التي تؤكد أهميتها للاقتصاد الوطني. وفي هذا الصدد يقول العالم المعاصر ديفيد أودريتش (2006م- 2010م  David Audretsch) إنَّ ريادة الأعمال هي التي تسهم المساهمة الأبرز في النمو الاقتصادي عن طريق نشر المعرفة التي ستبقى حبيسة لولا انتشارها تجارياً.  كما أطلق (بومول وآخرون 2007م) من جامعة ييل، ومنظمة كوفمان الشهيرة، في كتابهم «الرأسمالية الطيبة والرأسمالية الخبيثة»، فرضيتهم المسماة برأسمالية ريادة الأعمال كنمط جديد للاقتصاد الدولي الحديث القادر على تحقيق النمو والرخاء الاقتصادي المستديم، وهو البديل للأنماط الثلاثة الأخرى المسماة رأسمالية الشركات الكبرى، والرأسمالية الموجهة من الدولة، ورأسمالية القلة المسيطرة. واستشهد الباحثون بالنجاحات الكبيرة للاقتصاديات الناشئة أمثال سنغافورا، وتايوان، والصين، وهونج كونج، وكوريا الجنوبية التي تمثل مساهمة المنشات الصغيرة في الناتج المحلي الإجمالي إلى أكثر من 60% كدليل ونموذج لتطبيقات رأسمالية ريادة الأعمال.